# Damernas stavhopp vid världsmästerskapen i friidrott 2022
Damernas stavhopp vid världsmästerskapen i friidrott 2022 avgjordes mellan den 15 och 17 juli 2022 på Hayward Field i Eugene i USA.
Amerikanska Katie Nageotte tog guld efter ett hopp på världsårsbästat 4,85 meter. Silvret togs av Nageottes landsmaninna Sandi Morris och bronset togs av australiska Nina Kennedy.

## Rekord
Innan tävlingens start fanns följande rekord:
| Rekord                                         | Idrottare               | Höjd   | Plats                            | Datum           |
| ---------------------------------------------- | ----------------------- | ------ | -------------------------------- | --------------- |
| Världsrekord                                   | Jelena Isinbajeva (RUS) | 5,06 m | Zürich, Schweiz                  | 28 augusti 2009 |
| Mästerskapsrekord                              | Jelena Isinbajeva (RUS) | 5,01 m | Helsingfors, Finland             | 12 augusti 2005 |
| Världsårsbästa                                 | Sandi Morris (USA)      | 4,82 m | Eugene, USA                      | 24 juni 2022    |
| Afrikanskt rekord                              | Elmarie Gerryts (RSA)   | 4,42 m | Wesel, Tyskland                  | 12 juni 2000    |
| Asiatiskt rekord                               | Li Ling (CHN)           | 4,72 m | Shanghai, Kina                   | 18 maj 2019     |
| Nord-, centralamerikanskt och karibiskt rekord | Jennifer Suhr (USA)     | 5,02 m | Albuquerque, USA                 | 2 mars 2013     |
| Sydamerikanskt rekord                          | Fabiana Murer (BRA)     | 4,87 m | Sao Bernardo do Campo, Brasilien | 3 juli 2016     |
| Europeiskt rekord                              | Jelena Isinbajeva (RUS) | 5,06 m | Zürich, Schweiz                  | 28 augusti 2009 |
| Oceaniskt rekord                               | Eliza McCartney (NZL)   | 4,94 m | Jockgrim, Tyskland               | 17 juli 2018    |

## Program
Alla tider är lokal tid (UTC−7).
| Datum   | Tid   | Omgång |
| ------- | ----- | ------ |
| 15 juli | 17:20 | Kval   |
| 17 juli | 17:25 | Final  |

## Resultat

### Kval
Kvalregler: Hopp på minst 4,65 meter 0Q0 eller de 12 friidrottare med högst hopp 0q0 gick vidare till finalen.
| Placering | Grupp | Namn                   | Nationalitet   | 4,20 m | 4,35 m | 4,50 m | 4,60 m | 4,65 m | Höjd               | Noteringar |
| --------- | ----- | ---------------------- | -------------- | ------ | ------ | ------ | ------ | ------ | ------------------ | ---------- |
| 1         | A     | Xu Huiqin              | Kina           | –      | o      | o      |        |        | 4,50 m             | 0q0        |
| 1         | A     | Katie Nageotte         | USA            | –      | –      | o      |        |        | 4,50 m             | 0q0        |
| 1         | A     | Wilma Murto            | Finland        | –      | o      | o      |        |        | 4,50 m             | 0q0        |
| 1         | B     | Ninon Chapelle         | Frankrike      | –      | o      | o      |        |        | 4,50 m             | 0q0        |
| 1         | B     | Sandi Morris           | USA            | –      | –      | o      |        |        | 4,50 m             | 0q0        |
| 1         | B     | Jacqueline Otchere     | Tyskland       | o      | o      | o      |        |        | 4,50 m             | 0q0, 0SB0  |
| 1         | B     | Katerina Stefanidi     | Grekland       | –      | –      | o      |        |        | 4,50 m             | 0q0        |
| 1         | B     | Nina Kennedy           | Australien     | –      | –      | o      |        |        | 4,50 m             | 0q0        |
| 9         | A     | Olivia McTaggart       | Nya Zeeland    | –      | o      | xo     |        |        | 4,50 m             | 0q0        |
| 10        | A     | Margot Chevrier        | Frankrike      | –      | o      | xxo    |        |        | 4,50 m             | 0q0        |
| 10        | B     | Anicka Newell          | Kanada         | o      | o      | xxo    |        |        | 4,50 m             | 0q0, 0SB0  |
| 12        | A     | Tina Šutej             | Slovenien      | –      | o      | xxx    |        |        | 4,35 m             | 0q0        |
| 12        | A     | Li Ling                | Kina           | o      | o      | xxx    |        |        | 4,35 m             | 0q0, 0SB0  |
| 12        | B     | Gabriela Leon          | USA            | o      | o      | xxx    |        |        | 4,35 m             | 0q0        |
| 12        | B     | Angelica Moser         | Schweiz        | –      | o      | xxx    |        |        | 4,35 m             | 0q0        |
| 16        | A     | Maryna Kylypko         | Ukraina        | o      | xo     | xxx    |        |        | 4,35 m             |            |
| 16        | A     | Saga Andersson         | Finland        | o      | xo     | xxx    |        |        | 4,35 m             |            |
| 16        | A     | Alysha Newman          | Kanada         | –      | xo     | xxx    |        |        | 4,35 m             |            |
| 16        | A     | Elisa Molinarolo       | Italien        | o      | xo     | xxx    |        |        | 4,35 m             |            |
| 16        | B     | Roberta Bruni          | Italien        | –      | xo     | xxx    |        |        | 4,35 m             |            |
| 16        | B     | Lisa Gunnarsson        | Sverige        | o      | xo     | xxx    |        |        | 4,35 m             |            |
| 22        | A     | Eleni-Klaoudia Polak   | Grekland       | xo     | xo     | xxx    |        |        | 4,35 m             |            |
| 23        | B     | Yana Hladiychuk        | Ukraina        | o      | xxo    | xxx    |        |        | 4,35 m             |            |
| 24        | A     | Nikoleta Kyriakopoulou | Grekland       | xo     | xxo    | xxx    |        |        | 4,35 m             |            |
| 25        | B     | Molly Caudery          | Storbritannien | o      | xxx    |        |        |        | 4,20 m             |            |
| 26        | A     | Amálie Švábíková       | Tjeckien       | xo     | xxx    |        |        |        | 4,20 m             |            |
| 26        | B     | Elina Lampela          | Finland        | xo     | xxx    |        |        |        | 4,20 m             |            |
| 26        | B     | Niu Chunge             | Kina           | xo     | xxx    |        |        |        | 4,20 m             |            |
|           | A     | Holly Bradshaw         | Storbritannien | –      | –      | r      |        |        | Inget giltigt hopp |            |
|           | B     | Imogen Ayris           | Nya Zeeland    | xxx    |        |        |        |        | Inget giltigt hopp |            |

### Final
Finalen startade den 17 juli klockan 17:10.
| Placering | Namn               | Nationalitet | 4,30 m | 4,45 m | 4,60 m | 4,70 m | 4,80 m | 4,85 m | 4,90 m | Höjd               | Noteringar |
| --------- | ------------------ | ------------ | ------ | ------ | ------ | ------ | ------ | ------ | ------ | ------------------ | ---------- |
| 1         | Katie Nageotte     | USA          | –      | o      | o      | xo     | xo     | o      | xxx    | 4,85 m             | 0VB0       |
| 2         | Sandi Morris       | USA          | –      | o      | o      | o      | o      | xo     | xxx    | 4,85 m             | 0VB0       |
| 3         | Nina Kennedy       | Australien   | –      | xxo    | o      | o      | o      | xx-    | x      | 4,80 m             | 0SB0       |
| 4         | Tina Šutej         | Slovenien    | o      | o      | xxo    | o      | xxx    |        |        | 4,70 m             |            |
| 5         | Katerina Stefanidi | Grekland     | –      | o      | o      | xxo    | x-     | xx     |        | 4,70 m             | 0SB0       |
| 6         | Li Ling            | Kina         | o      | o      | o      | xxx    |        |        |        | 4,60 m             | 0SB0       |
| 6         | Wilma Murto        | Finland      | o      | o      | o      | xxx    |        |        |        | 4,60 m             | 0SB0       |
| 8         | Angelica Moser     | Schweiz      | o      | xxo    | o      | xxx    |        |        |        | 4,60 m             |            |
| 9         | Anicka Newell      | Kanada       | o      | o      | xxx    |        |        |        |        | 4,45 m             |            |
| 10        | Jacqueline Otchere | Tyskland     | xo     | o      | xxx    |        |        |        |        | 4,45 m             |            |
| 11        | Ninon Chapelle     | Frankrike    | xo     | o      | xxx    |        |        |        |        | 4,45 m             |            |
| 12        | Gabriela Leon      | USA          | o      | xxx    |        |        |        |        |        | 4,30 m             |            |
| 13        | Xu Huiqin          | Kina         | xo     | xxx    |        |        |        |        |        | 4,30 m             |            |
|           | Margot Chevrier    | Frankrike    | –      | xxx    |        |        |        |        |        | Inget giltigt hopp |            |
|           | Olivia McTaggart   | Nya Zeeland  | xxx    |        |        |        |        |        |        | Inget giltigt hopp |            |